# Patrick Robinson (Footballspieler)
Patrick Robinson (* 7. September 1987 in Miami, Florida) ist ein ehemaliger US-amerikanischer American-Football-Spieler in der National Football League (NFL). Er spielte zuletzt für die New Orleans Saints als Cornerback. Zuvor war er bereits bei den San Diego Chargers, den Indianapolis Colts sowie den Philadelphia Eagles unter Vertrag. Mit letzteren konnte er den Super Bowl LII gewinnen.

## College
Robinson, der als Schüler auch als Leichtathlet hervorragende Leistungen zeigte, besuchte die Florida State University und spielte für deren Mannschaft, die Seminoles, erfolgreich College Football, wobei er in insgesamt 44 Spielen 117 Tackles setzen und sieben Interceptions erzielen konnte.

## NFL

### New Orleans Saints
Robinson wurde beim NFL Draft 2010 in der ersten Runde als insgesamt 32. von den New Orleans Saints ausgesucht. In seiner Rookie-Saison kam er in elf Partien zum Einsatz, viermal  sogar als Starter, wegen einer Knöchelverletzung war er fünf Wochen außer Gefecht. Er konnte sich im Team etablieren und erhielt in den folgenden Jahren zunehmend mehr Spielzeit. 2012 konnte er im Spiel gegen die Philadelphia Eagles einen Pass von Michael Vick abfangen und einen 99-Yard-Touchdown erzielen.

2013 musste er mit einer eine Knieverletzung nach nur zwei Partien auf die Injured Reserve List gesetzt werden.
2014 verlor er, nachdem sein Trainer Sean Payton mit seiner Leistung im Spiel gegen die Cleveland Browns höchst unzufrieden war, seine Position als Starter.

### San Diego Chargers
Im März 2015 unterschrieb er bei den San Diego Chargers einen Einjahresvertrag in der Höhe von 3 Millionen US-Dollar. Er lief in allen 16 Partien auf, wobei ihm 49 Tackles, eine Interception und 8 Passverteidigungen gelangen.

### Indianapolis Colts
2016 wechselte Robinson zu den Indianapolis Colts, sein dortiger Aufenthalt war allerdings vor allem  von diversen Verletzungen geprägt. Wegen einer Gehirnerschütterung sowie Problemen mit Knie und Leiste konnte er nur sieben Spiele bestreiten und wurde nach Ende der Saison wieder entlassen.

### Philadelphia Eagles
Danach kam Robinson bei den Philadelphia Eagles unter, wo ihm mit 47 Tackles, einem Sack, vier Interceptions und 18 Passverteidigungen in der Regular Season eine großartige Spielzeit gelang. Im NFC Championship Game gegen die Minnesota Vikings gelang ihm ein Defensive Touchdown, wodurch er erheblichen Anteil am Erreichen des Super Bowl LII hatte, der dann gegen die New England Patriots gewonnen werden konnte.

### Rückkehr zu den Saints
Im März 2018 unterschrieb Robinson bei den Saints einen Vierjahresvertrag über 20 Millionen US-Dollar, 10 davon garantiert.
Er sollte vor allem als Nickelback eingesetzt werden. Am 10. August 2021 beendete Robinson seine Karriere.